# کدخدالو بالا (خداآفرین)
کدخدالو بالا یکی از روستاهای استان آذربایجان شرقی است که در دهستان بسطاملو بخش مرکزی شهرستان خداآفرین واقع شده‌است.